# Bola Shagaya
Hajia Bola Shagaya (sinh ngày 10 tháng 10 năm 1959) là một nữ doanh nhân và người đam mê thời trang Nigeria. Cô là một trong những phụ nữ giàu nhất châu Phi.

## Cuộc sống ban đầu và gia đình
Hajia Bola Shagaya (MON) sinh ngày 10 tháng 10 năm 1959, con gái của Adut Makur là một thợ may người Sudan và Emenike Mobo là một công chức Nigeria. Cô hiện đã kết hôn với Alhaji Shagaya, một ông trùm vận tải ở bang Kwara và có sáu người con, bao gồm Sherif Shagaya, Hakeem Shagaya, Deeja Shagaya, Naieema Shagaya, Amaya Roberts Shagaya và Adeena Roberts Shagaya. Các con của cô được phân tán trên khắp thế giới, phát triển nhất là đế chế Bất động sản ở cả Châu Âu và Hoa Kỳ. Cũng tham gia vào các doanh nghiệp nhỏ và nắm giữ ngành công nghiệp trên khắp châu Á và Úc. Bola Shagaya được biết đến là người có trình độ học vấn cấp hai tại trường Queens, Ilorin và giáo dục đại học tại Đại học Ahmadu Bello, Đại học Zaria và Armstrong ở California, nơi cô học kinh tế và kế toán.

## Sự nghiệp
Cô bắt đầu sự nghiệp với bộ phận kiểm toán của Ngân hàng Trung ương Nigeria trước khi mạo hiểm tham gia các hoạt động thương mại vào năm 1983. Kinh nghiệm kinh doanh của cô bắt đầu với việc nhập khẩu và phân phối các tài liệu ảnh và cô đã giới thiệu thương hiệu vật liệu nhiếp ảnh Konica vào thị trường Nigeria và Tây Phi.
Hajia Bola Shagaya cũng là giám đốc điều hành của Practiceoil Limited, một trong những nhà nhập khẩu và phân phối dầu gốc lớn nhất ở Nigeria, phục vụ các nhà máy pha chế dầu nhờn địa phương. Các doanh nghiệp của cô cũng bao gồm đầu tư lớn vào bất động sản, trải rộng khắp các thành phố lớn trong cả nước với hơn ba trăm nhân viên.
Cô hiện đang nằm trong hội đồng quản trị của Unity Bank plc  (trước đây là Intercity Bank) và đã được hơn tám năm. Cô cũng là thành viên của Tập đoàn kinh doanh Nepad mới khánh thành - Nigeria. Hajia Bola Shagaya là người bảo trợ của Hiệp hội các nhà thiết kế thời trang Nigeria (FADAN), và là một người đam mê thời trang và nghệ thuật, người hỗ trợ và khuyến khích ngành công nghiệp thời trang và nghệ thuật. Cô cũng thích thể thao, đặc biệt là polo. Vào ngày 22 tháng 7 năm 2010, cô đã được trao tặng bởi Tổng thống Cộng hòa Liên bang Nigeria, Tiến sĩ Goodluck Ebele Jonathan (GCFR), danh hiệu Thành viên của Huân chương Nigeria (MON).
Điều tra rửa tiền
Bola Shagaya đang bị Ủy ban Tội phạm kinh tế và tài chính Nigeria, EFCC điều tra về tội rửa tiền cũng liên quan đến Patience Jonathan, cựu đệ nhất của Nigeria.